# Linwood (New Jersey)
 Linwood è una città degli Stati Uniti d'America, nella Contea di Atlantic nello Stato del New Jersey.